# Reserva natural de Dauria
A Reserva Natural de Dauria é uma reserva natural localizada na Sibéria, na antiga região histórica de Dauria, na fronteira entre Rússia e Mongólia. No centro da reserva encontra-se o povoado de Baja Tsasuchei.

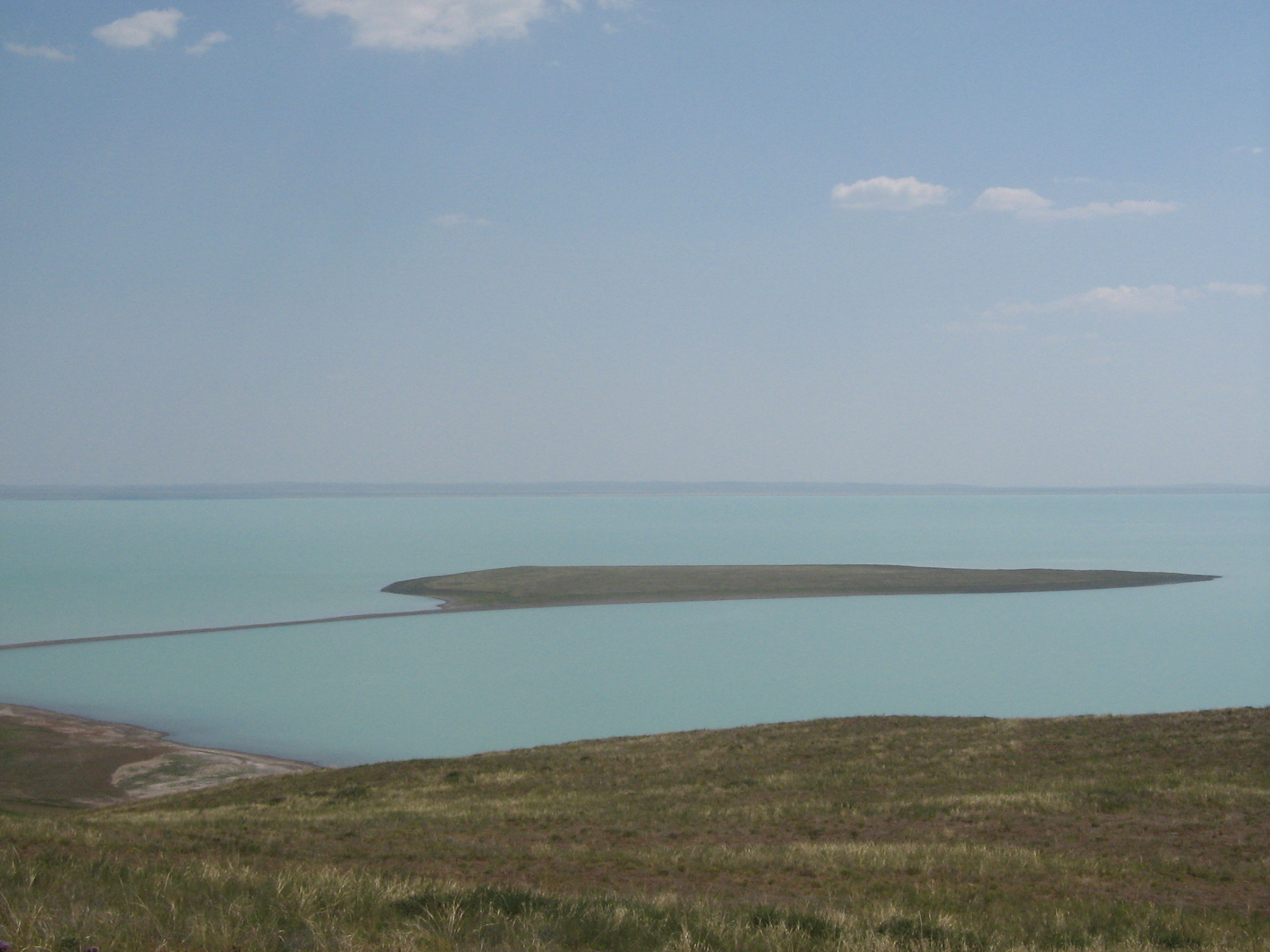
Vista do lago Zun-Torey

A reserva foi estabelecida em 25 de dezembro de 1987 para proteger as zonas de aninhamento nas estepes secas e os alagadiços da Ásia Central. Compreende uma área total de 208.600 hectares.
A reserva natural de Dauria foi criada em primeiro lugar para a conservação das aves que fazem ninho na região. É uma zona de estepes, pântanos e bosques ao redor de lagos, onde os mais importantes são o Barun-Torey e o Zun-Torey.

## Fauna e flora
Possui uma fauna com 52 especies de mamíferos, 317 de aves, 3 de répteis, 3 de anfibios e 4 de peixes, além de cerca de 800 espécies de insectos. Alguns animais aqui encontrados:
- Procapra gutturosa
- Otocolobus manul
- Mesechinus dauuricus.
- Grus vipio
- Grus grus
- Grus japonensis
- Grus virgo
- Marmota sibirica
- Clethrionomys
- Equus hemionus

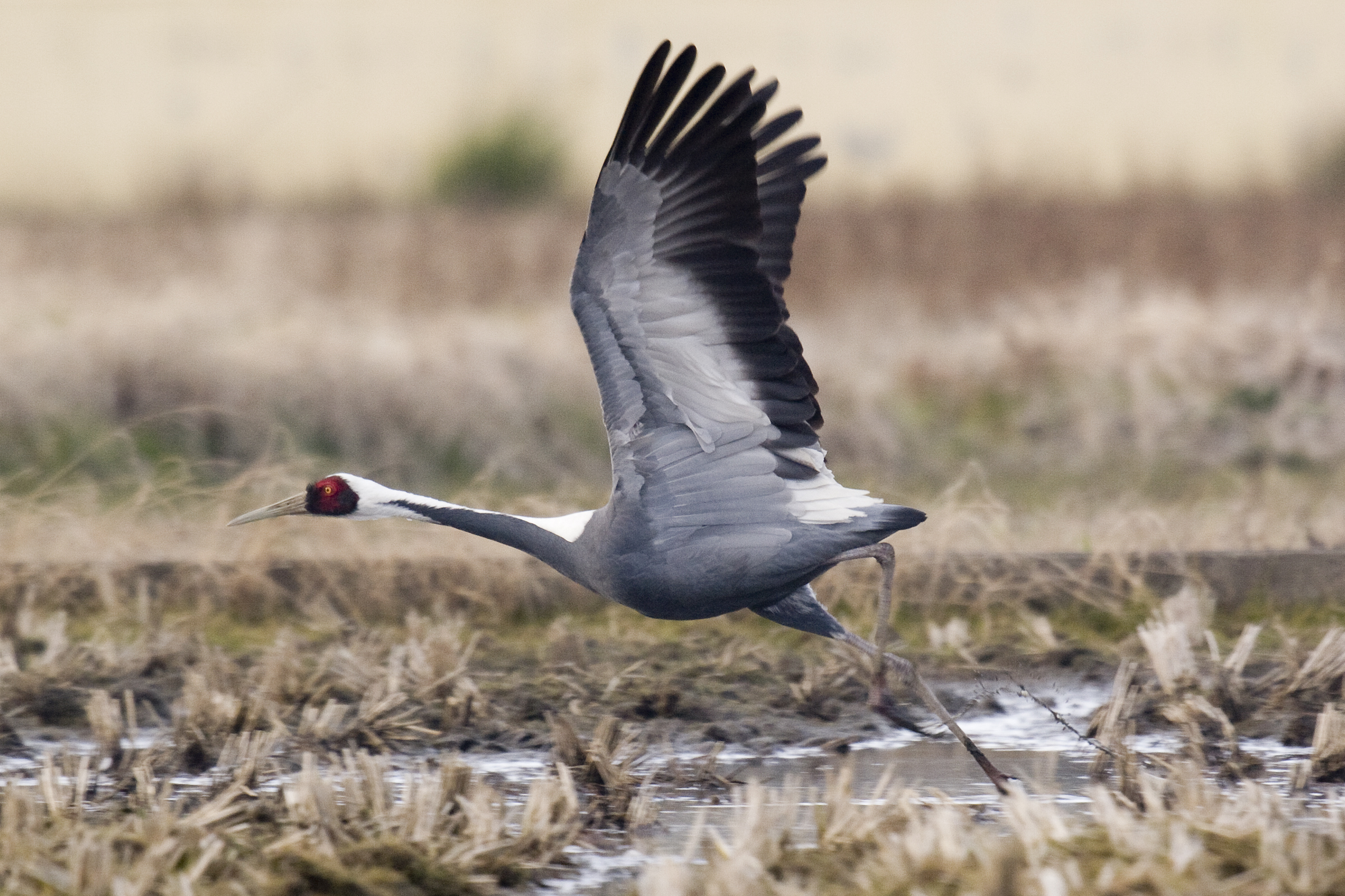
Grus vipio

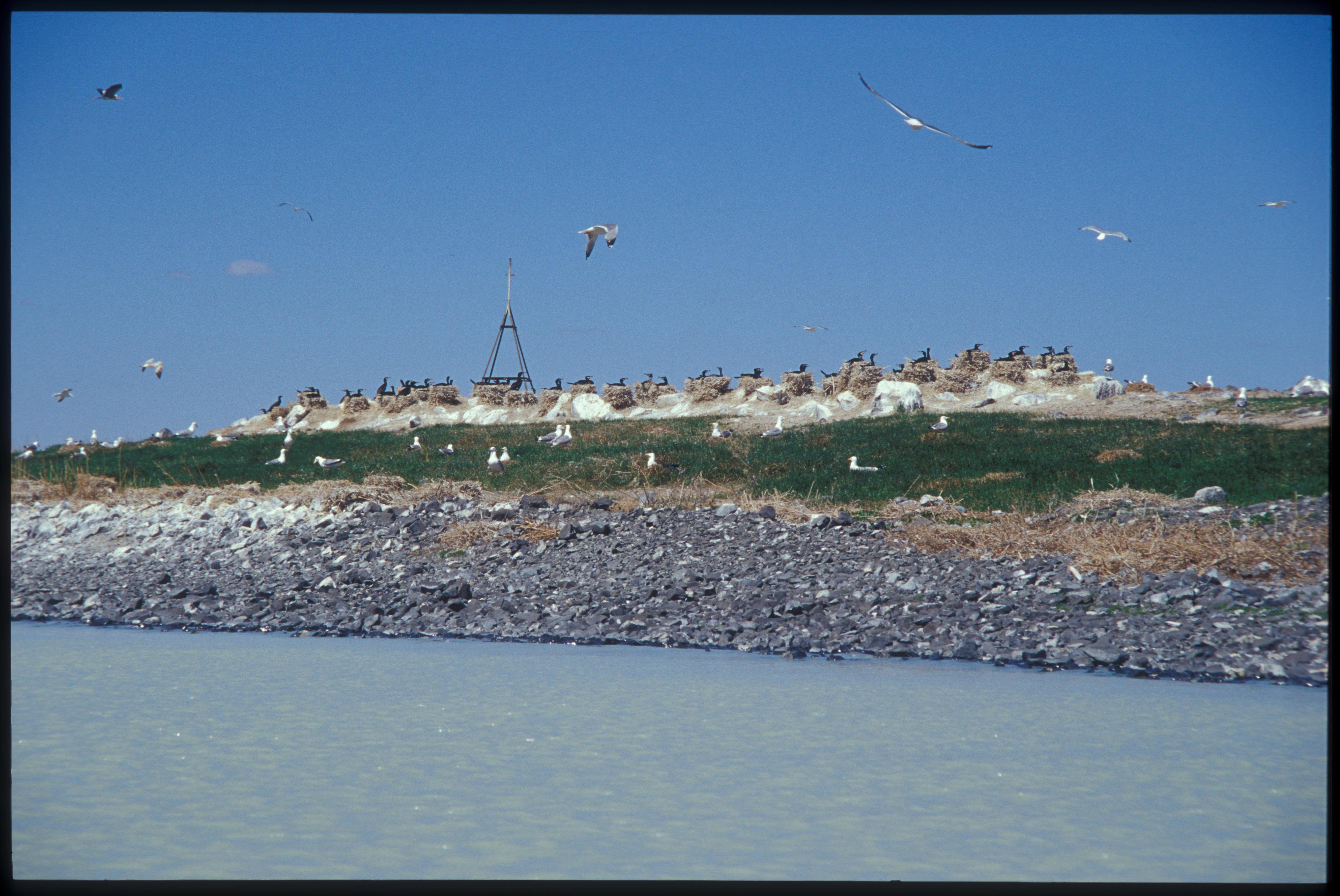
Colônias fazendo ninhos na reserva

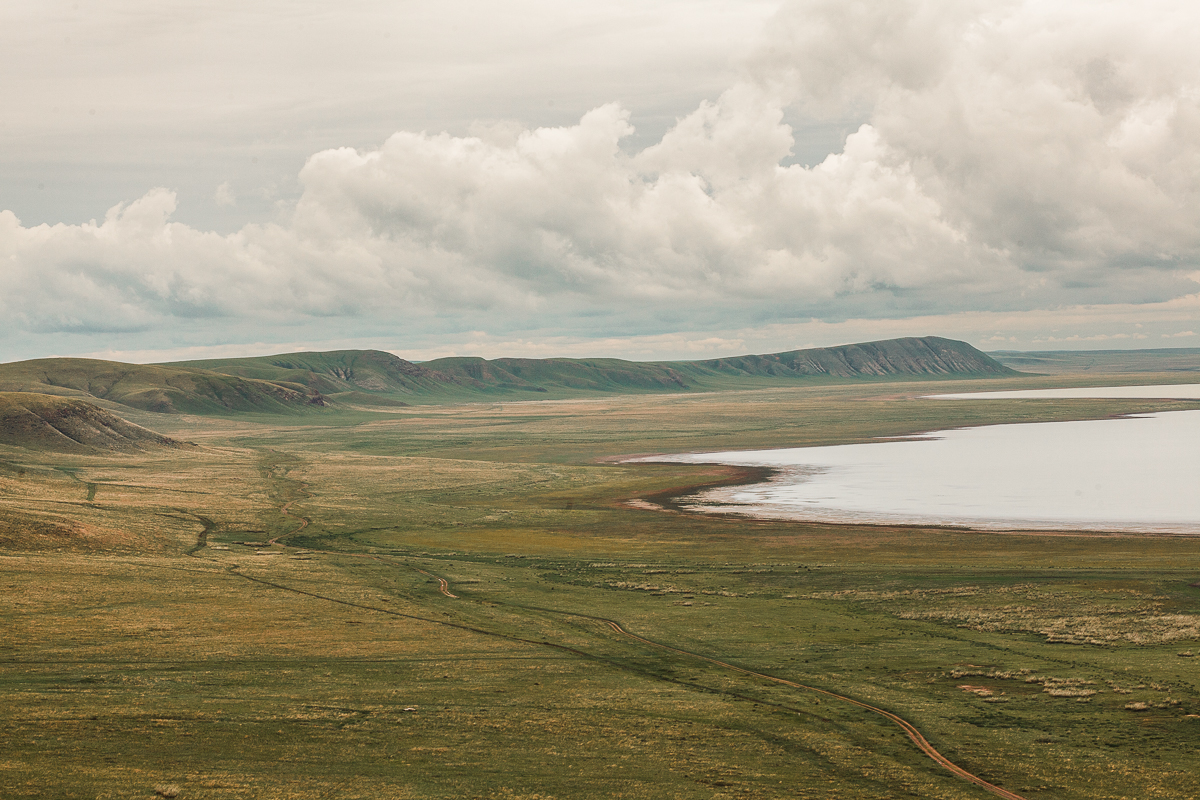
Colinas ao norte do lago Zun-Torey

A flora possui cerca de 440 espécias inventariadas, sendo 28 destas protegidas. Alguns exemplos encontrados na reserva:
- Iris tigridia
- Asparagus brachyphyllus
- Tripogon chinensis
- Iris potaninii[1]

## UNESCO
Foi inscrito como Patrimônio Mundial da UNESCO em 2017 por: "ser um exemplo impressionante de eco-região, com mudanças climáticas cíclicas, períodos distintos de seca e tempo úmido que levam a uma diversidade de espécies e ecossistemas de significado global"